# Bay of Ollaberry

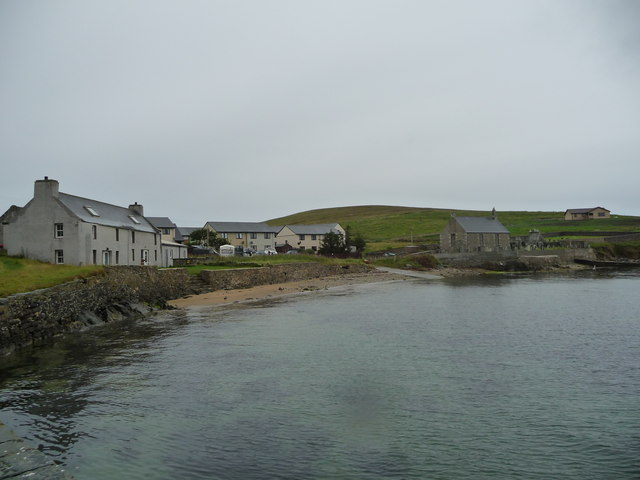
Die Küste in Ollaberry

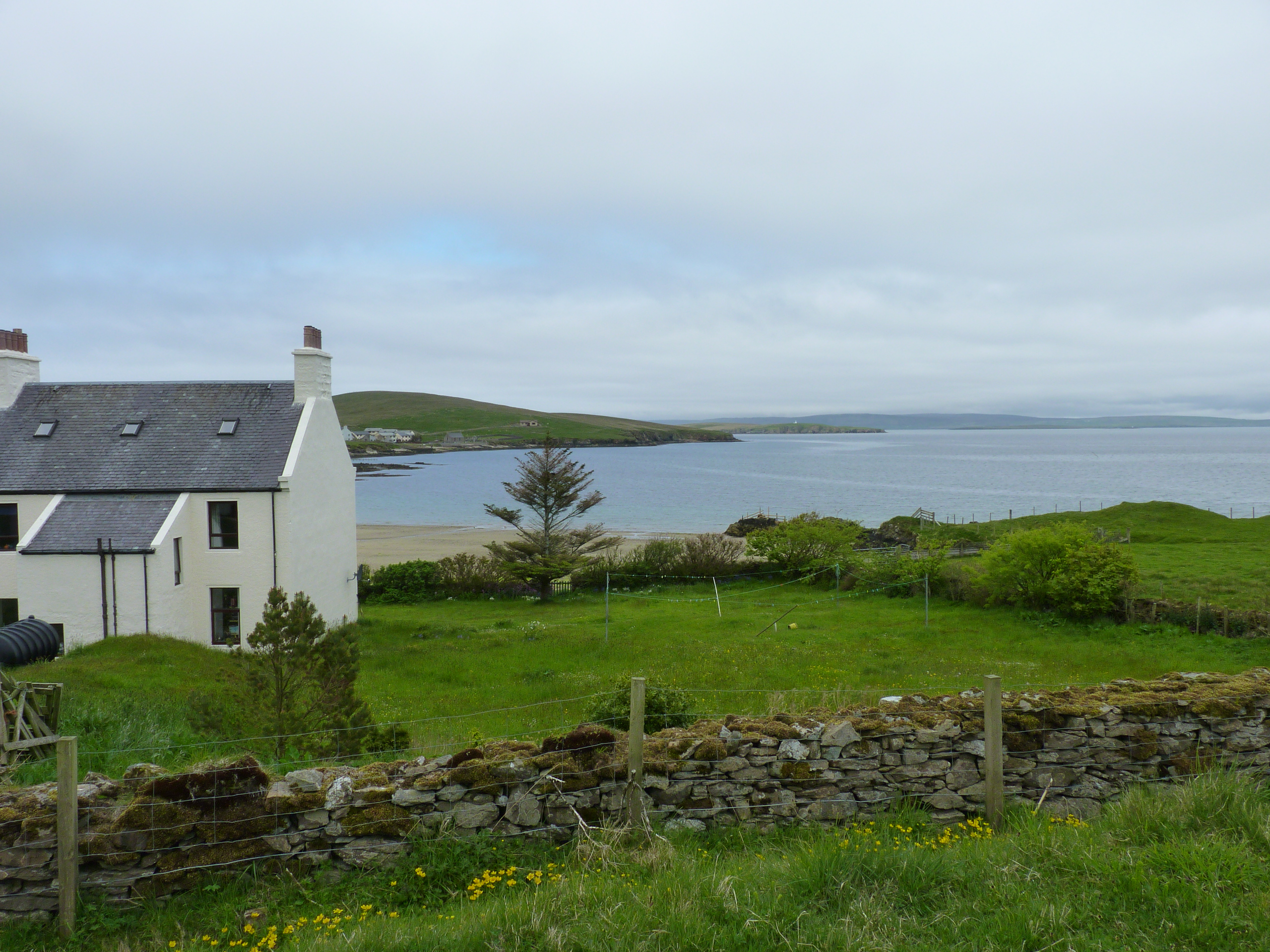
Blick von Süden über die Bucht

Die Bay of Ollaberry ist eine Meeresbucht, die im Nordwesten der zu Schottland zählenden Shetlands liegt.

## Geographie
Die kleine Bay of Ollaberry liegt im Osten der Halbinsel Northmavine, die einen nordwestlichen Ausläufer von Mainland bildet. Die Bucht erstreckt sich vom Yell Sound nach Westen. An der stark zergliederten Küste folgt, unmittelbar im Süden, die Gluss Voe. Im Norden liegt, jenseits des Berges Back of Ollaberry, die Bucht Quey Firth. Einzige Ortschaft an der Küste ist Ollaberry im Norden.

## Historisches
Im Rahmen der historischen Gliederung Schottlands in Civil Parishes zählt die Bay of Ollaberry zu Northmaven.

## Verkehr
An der Bucht führt die, von Südwesten kommende und in Ollaberry endende B9079 entlang.